# 胡鑫麟
胡鑫麟（1919年4月12日—1998年1月16日），日治台南州台南市人，台北高等學校尋常科、台北高等學校第十二屆理乙畢業，臺北帝國大學醫學院畢，任帝大附設醫院眼科醫師，臺北帝國大學醫學部眼科教授，二戰結束後胡鑫麟擔任台大醫院眼科主任醫師，國民政府來台造成物價飆漲民怨四起，二二八事件後，台大醫院許強、郭琇琮等醫師紛紛加入中共台灣省工委，並成立了台北市工委，胡鑫麟受影響思想左傾，參加讀書會並吸收加入組織，成為追求馬克斯共產主義和毛澤東革命的左派知識份子，1949年底蔡孝乾變節供出組織成員，省工委覆滅，1950年5月13日胡鑫麟與蘇友鵬、許強、胡寶珍等醫師因參與台北市工作委員會遭到逮捕，胡鑫麟遭判刑10年。

## 綠島訓導
顏世鴻醫師回憶當時綠島的新生訓導處有八位醫師，胡鑫麟醫師是眼科，外科有林恩魁，婦產科是王荊樹，耳鼻喉科是蘇友鵬，皮膚科是胡寶珍，牙科是林輝記，內科是呂水閣，細菌有陳神傳博士，還有兩位內科是日據時代的現地醫師，幾乎可以成立一所綜合醫院，由胡鑫麟醫師主管醫務室，請家人寄來醫療器材和藥品，為新生、官兵及綠島住民服務。
胡鑫麟醫師愛拉大提琴，也喜愛古典音樂，當時在綠島的台南同鄉蘇友鵬醫師熱愛小提琴，戰後初期購得一把義大利小提琴，在綠島服刑期間請同事將小提琴寄到綠島，蘇醫師成為綠島康樂隊的演奏成員，同時，這把小提琴成為師大美術系的難友陳孟和學習製作小提琴的依據，胡鑫麟醫師也委請了綠島的難友製作了一把小提琴，1960年胡鑫麟醫師刑滿出獄後，將這把手工小提琴帶回故鄉台南。

## 台南開業
出獄後胡鑫麟無法回到臺大任教，於是在故鄉台南開業，1961年其子胡乃元誕生，日後成為國際知名的演奏家，這把胡鑫麟醫師從綠島帶回的小提琴成為胡乃元的第一把小提琴，胡鑫麟難友涂炳榔美術系同學李淑德轉修音樂系並赴美深造，1960年代留學回國，在台南神學院教授小提琴，如此因緣際會，胡乃元師從李淑德學習小提琴，除了胡乃元以外李淑德日後培育出許多優秀的演奏家，如林昭亮、蘇正途、陳沁紅等。

## 東京定居
胡鑫麟在台南開業期間，受到情治單位的監視與刁難，為了怕連累兒子及家人，1972年胡鑫麟將胡乃元送到美國學習音樂，1975年與妻子李碧珠到東京定居，在日本執業行醫，一家人分居日本與美國兩地，胡鑫麟具有音樂及語言的天賦，精通英文、德文、法文及世界語，難友蘇友鵬醫師回憶，在前往綠島的船上，聽到胡鑫麟說「Todes Marsche」，即德文死亡的行軍，讓蘇蘇友鵬印象深刻，胡鑫麟在東京看病之餘還花了許多時間投入台語研究，著有《臺文初步》，編寫了《分類台語小辭典》、《實用台語小字典》等字典。

## 返台及訪問中國
李登輝執政期間，社會風氣逐漸開放，許多流亡海外的政治犯紛紛返台，九零年代旅日二十多年的胡鑫麟與妻子返台，多次參與白色恐怖難友子女婚宴或聚會，由於左翼的思想深植，政治理念不同於小舅子中研院士李鎮源 。
晚年的胡鑫麟終於踏上中國的土地，這是年輕時與許強、郭琇琮醫師期待回到祖國一樣的感受，深入了解後，他不得不承認毛澤東有很多問題，文革傷害也很大，他確實覺得失望，內心衝擊非常、非常大。但要他無法評判毛澤東。
胡鑫麟於1998年1月16日因大腸癌病逝。

## 平反
2018年10月5日，促進轉型正義委員會促轉三字第1075300110B號函文，正式撤銷受難者林慶雲君等1270人之刑事有罪判決暨其刑，其中(39)安潔字第 2204 號，有關胡鑫麟參加叛亂之組織之有罪判決暨其刑及沒收之宣告正式撤銷。

## 影劇作品
2025年3月30日於客家電視台上映的星空下的黑潮島嶼，胡鑫麟為原型人物之一。